# Čeliv
Čeliv je malá vesnice, část obce Kokašice v okrese Tachov v Plzeňském kraji. Nachází se asi 1,5 kilometru severovýchodně od Kokašice. Čeliv je také název katastrálního území o rozloze 1,63 km².

## Historie
První písemná zmínka o vesnici pochází z roku 1115.
Ve vsi stál farní kostel svatého Václava, připomínaný v roce 1357, poté několikrát přestavěný, v poslední podobě barokní. V roce 1960 byl zbořen s výjimkou věže, i ta však byla spolu s nedalekou farou stržena v roce 1968.

## Obyvatelstvo
Při sčítání lidu v roce 1921 zde žilo 78 obyvatel (z toho 32 mužů), z nichž byl jeden Čechoslovák a 77 Němců. Všichni se hlásili k římskokatolické církvi. Podle sčítání lidu z roku 1930 měla vesnice 79 obyvatel: jednoho Čechoslováka a 78 Němců. I tentokrát všichni byli římskými katolíky.
| Rok            | 1869 | 1880 | 1890 | 1900 | 1910 | 1921 | 1930 | 1950 | 1961 | 1970 | 1980 | 1991 | 2001 | 2011 | 2021 |
| -------------- | ---- | ---- | ---- | ---- | ---- | ---- | ---- | ---- | ---- | ---- | ---- | ---- | ---- | ---- | ---- |
| Počet obyvatel | 94   | 119  | 113  | 102  | 92   | 78   | 79   | 53   | 46   | 41   | 29   | 22   | 16   | 13   | 12   |
| Počet domů     | 15   | 15   | 15   | 15   | 15   | 15   | 15   | 14   | 14   | 10   | 7    | 8    | 5    | 9    | 8    |

## Obecní správa
Při sčítání lidu v letech 1850–1959 byla Čeliv samostatnou obcí v okrese Teplá, v letech 1900–1930 v okrese Planá a v roce 1950 v okrese Stříbro. V letech 1960–1979 byla částí obce Kokašice v okrese Tachov. Od 1. ledna 1980 do 23. listopadu 1990 byla částí obce Konstantinovy Lázně v okrese Tachov. Od 24. listopadu 1990 je opět částí obce Kokašice v okrese Tachov. V letech 1850–1879 k obci patřily Kokašice a Krasíkov.